# Outta Here
Outta Here, debiutancki album studyjny wydany przez holenderską wokalistkę pop Esmée Denters dnia 22 maja 2009 w Holandii nakładem wytwórni Universal Music. Krążek promował singel "Outta Here" wydany w kwietniu 2009 w Holandii i Nowej Zelandii oraz dnia 17 sierpnia 2009 w Wielkiej Brytanii. Wydawnictwo zadebiutowało na miejscu #6 najlepiej sprzedających się albumów w rodzimym kraju artystki osiągając szczytną pozycję w drugim tygodniu od debiutu, miejsce #5.

## Informacje o albumie
Prace nad krążkiem Esmée Denters i Justin Timberlake rozpoczęli na lato 2007, kiedy to wtedy powstały pierwsze teksty oraz melodie na debiutancki album wokalistki. W jednym z wywiadów artystka wypowiedziała się na temat planowanej koncepcji tytułu wydawnictwa, "chciałabym, aby nazwa albumu kojarzyła się nie tylko ze mną, ale również z liryczną i muzyczną zawartością płyty. Nie było żadnych ustalonych z góry zasad co do tytułu krążka". W pracach produkcyjnych Denters pomagali znani ze współpracy z gwiazdami muzycznymi MachoPsycho, Danja, Polow da Don, Justin Timberlake, Ryan Tedder oraz Stargate. Sama wokalistka przyznała, iż brzmienia na krążku są zróżnicowane i oscylują pomiędzy popem a R&B, zaś wydawnictwo wypełnią zarówno ballady jak i szybsze utwory. W kwietniu 2009 w holenderskiej stacji radiowej Radio 538 Esmee Denters potwierdziła, iż Outta Here wydany zostanie dnia 22 maja 2009.

## Single
- Pierwszym singlem promującym krążek stał się utwór "Outta Here" wydany na holenderski rynek muzyczny w systemie digital download oraz w postaci CD singla miesiąc przed premierą krążka, dnia 14 kwietnia 2009. W teledysku promującym singel Denters ukazana jest jako dziewczyna zdecydowana, potrafiąca zerwać ze swoim chłopakiem bez smutków i zmartwień. Klip reżyserowany przez Diane Martel, autorkę videoclipów dla takich sław jako Mariah Carey, Alicia Keys, czy Justin Timberlake swoją premierę miał 13 maja 2009. Singel odniósł sukces zajmując pozycję #3 w oficjalnym zestawieniu najpopularniejszych utworów w rodzimym kraju wokalistki oraz miejsca #12 w Nowej Zelandii, #21 w Irlandii i #26 w Belgii[7]. W Wielkiej Brytanii utwór ukazał się dnia 17 sierpnia 2009, tydzień później debiutując na pozycji #7 notowania UK Singles Chart[3].
- Utwór "Admit It" stał się drugim singlem promującym wydawnictwo. Piosenka wydana została na rynki muzyczne dnia 4 września 2009.

| Rok  | Singel                              | Album      | Pozycje na listach | Pozycje na listach | Pozycje na listach | Pozycje na listach | Pozycje na listach |
| Rok  | Singel                              | Album      | NLD                | BEL                | NZL                | UK                 | IRL                |
| ---- | ----------------------------------- | ---------- | ------------------ | ------------------ | ------------------ | ------------------ | ------------------ |
| 2009 | "Outta Here"                        | Outta Here | 3                  | 26                 | 12                 | 7                  | 18                 |
| 2009 | "Admit It"                          | Outta Here | 28                 | —                  | —                  | 56                 | —                  |
| 2010 | "Love Dealer" (& Justin Timberlake) | Outta Here | 12                 | —                  | —                  | —                  | —                  |

## Lista utworów
Wersja standardowa
1. "Admit It" (Esmée Denters, Toby Gad) — 3:41
2. "Victim" (E. Denters, Ryan Tedder) — 3:36
3. "Outta Here" (Jason Perry, Esther Dean, J. Timberlake, Polow da Don) — 3:21
4. "Love Dealer" (featuring Justin Timberlake) (E. Denters, J. Timberlake, Tor Erik Hermansen, Mikkel S. Eriksen) — 3:45
5. "Gravity" (E. Denters, J. Timberlake, Hannon Lane) — 5:48
6. "What If" (E. Denters, Robin Lynch, Niklas Olovson) — 3:41
7. "Memories Turn to Dust" (E. Denters, Mike Elizondo, C. Kreviazuk)— 3:57
8. "Getting Over You" (E. Denters, Robbie Nevil) — 3:21
9. "Just Can't Have It" (J. Austin, T.E. Hermansen, M.S. Eriksen, Espen Lind, A. Bjorklund) — 3:59
10. "The First Thing" (E. Denters, Mark Taylor, Paul Barry & N. Scarlett) — 3:12
11. "Casanova" (featuring Justin Timberlake) (E. Denters, J. Timberlake, N. Hills, Marcella Aracia) — 4:28
12. "Bigger Than the World" (The Y's - J. Timberlake, Rob Knox, Robin Tadross, Mike Elizondo, James Fauntleroy) — 4:53

Utwory bonusowe
1. "Sad Symphony" (E. Denters, J. Timberlake, C. Nelson) — 4:39 (Międzynarodowy utwór bonusowy)
2. "Eyes for You" (E. Denters, Novel) — 3:51 (Holenderski iTunes Store utwór bonusowy)

## Pozycje na listach
| Lista sprzedaży (2009/10)  | Najwyższa pozycja |
| -------------------------- | ----------------- |
| Belgia IFPI Albums Chart   | 55                |
| Holandia IFPI Albums Chart | 5                 |
| UK BPI Albums Chart        | 48                |

## Daty wydania
| Region          | Data             | Wytwórnia       |
| --------------- | ---------------- | --------------- |
| Holandia        | 22 maja 2009     | Universal Music |
| Belgia          | 11 lipca 2009    | Universal Music |
| Wielka Brytania | 11 stycznia 2010 | Universal Music |